# Мія Сантороміто
Мія Сантороміто  (англ. Mia Santoromito, 29 березня 1985) — австралійська ватерполістка, олімпійська медалістка. Сестра Дженни Сантороміто.

## Виступи на Олімпіадах
| Олімпіада  | Дисципліна | Місце |
| ---------- | ---------- | ----- |
| Пекін 2008 | водне поло | 3     |